# Fransaskois
Les Fransaskois sont les personnes d'expression française nées en Saskatchewan ou qui y habitent actuellement.
Devant l'étiolement de l'identité canadienne-française durant la décennie 1970, l'identité « fransaskoise » s'est constituée, tout en coexistant avec les identités « francophone » et « bilingue », également répandues depuis un demi-siècle.
L'exploration française des Prairies remonte au XVIIIe siècle, puis des populations métisses ont formé des premières communautés de langue française au XIXe siècle.
Au tournant du XXe siècle, des Canadiens français et des Franco-Européens (Français, Wallons et Jurassiens) ont participé à la colonisation du territoire.
Au XXIe siècle, la population fransaskoise est composée des descendants de ces colons, de francophones originaires des autres provinces, mais aussi, de plus en plus, d'immigrants issus des pays de la Francophonie mondiale.

## Histoire

### Période coloniale française et anglaise (1752-1869)
Le territoire correspondant aujourd'hui à la Saskatchewan est d'abord habité par des peuples autochtones - les Assiniboines, les Cris, les Danezaa, les Pieds-Noirs, les Slaveys et les Tchipewyans - arrivés il y a plus de 10 000 ans, suivant la dernière Glaciation.
Durant les années 1730, Pierre Gaultier de Varennes, sieur de La Vérendrye, est le premier Européen à explorer le territoire à l'ouest des Grands Lacs, mais c'est à Jacques Le Gardeur de Saint-Pierre et à ses hommes que revient l'exploit d'avoir rejoint les montagnes rocheuses. En 1754, Louis de La Corne dirige une expédition où il fonde, à la fourche des rivières Saskatchewan, le fort de La Corne, marquant l'extrémité ouest des possessions françaises à la toute fin du Régime français.
Comme ailleurs, les Français dépendent de leurs alliés autochtones pour établir et poursuivre la traite des fourrures. La Couronne française favorise l'établissement d'un réseau de missions catholiques et de postes de traite dans les pays d'en Haut, ainsi que la « francisation » des autochtones afin d'établir leur influence. Les forts de l'Ouest permettent une meilleure assise territoriale française, ce qui ne décourage pas la Compagnie de Baie d'Hudson, qui envoie, de temps en temps, quelques hommes espionner les activités françaises dans la région.
Après la cession de la Nouvelle-France à la Grande-Bretagne en 1763, la Compagnie de la Baie d’Hudson et la Compagnie du Nord-Ouest (CNO) et leurs voyageurs canadiens-français se mènent une vive concurrence dans la traite des fourrures. Entre 1790 et 1821, la CNO engage 5000 voyageurs et hivernants pour mener ses activités dans la région. Ils sont pour la plupart des Canadiens français et des Iroquois, ce qui facilite la formation d'alliances avec les peuples autochtones. Les petits groupes d'hommes sont envoyés, toujours plus loin, à la recherche de nations autochtones pour les approvisionner en peaux, favorisent des relations privilégiées avec les femmes et le foisonnement de mariages interethniques.
Sous la CNO, on assiste à une prolifération des trappeurs métis indépendants. Leur adaptabilité, leur connaissance des langues autochtones et leurs réseaux familiaux nourrissent une identité métisse distincte: elle emprunte et adapte des éléments des cultures locale et européenne, notamment dans la tenue vestimentaire (le capot bleu, la ceinture fléchée) et la langue (le mitchif). Les Métis s'établissent à des endroits stratégiques, souvent le long des routes de transport, où se croisent les chemins et les rivières. Le portage La Loche est l'un de ces postes importants, puis les camps de Prairie-Ronde et de la Fourche de Gros-Ventres sont les plus fréquentés par les hivernants.
Suivant la fin de la guerre anglo-américaine de 1812, les Américains se lancent dans la colonisation du Midwest, ce qui restreint, de plus en plus, les territoires où la traite peut être effectuée. De plus, la surexploitation mène à l'épuisement des stocks des fourrures et au recul de la traite au Canada. L'installation soutenue des fronts pionniers américains, tout comme l'instinct de survie, poussent progressivement les Métis à se tourner vers la pêche et l'agriculture. En 1818, l’Église catholique y envoie les missionnaires, Alexandre-Antonin Taché et Louis-François Richer Laflèche, pour appuyer la sédentarisation des Métis dans les vallées des rivières Qu’Appelle et Churchill ou la Montagne de Bois. L'élite marchande canadienne-française profite de la transition pour réinvestir ses profits dans le marché foncier et les compagnies ferroviaires, mais les moins fortunés - surtout les engagés métis dans la traite - sont repoussés toujours plus loin vers l'ouest. Certaines s'établissent dans les riches pâturages de la rivière Saskatchewan du Sud, notamment à la Talle de Saules; on y retrouve une trentaine de familles en 1880. D'autres se font guides de interprètes auprès d'explorateurs anglo-américains.
À l'aube des années 1860, la praire de la Saskatchewan est encore, culturellement et matériellement, métisse, mais dans les décennies qui suivent, les Métis se voient contraints à intégrer les réserves indiennes ou à se fondre aux populations européennes et canadiennes, qui s'installent en nombre grandissant dans les Prairies. « Certaines communautés métisses se verront même, de manière graduelle, culturellement marginalisées par les migrants canadiens-français, qu'elles auront au préalable, bien souvent, attirés et aidés à s'établir », résument les historiens Étienne Rivard et Nathalie Kermoal. « Cet effacement métis — et avec lui la faiblesse numérique relative des immigrants canadiens-français et la prise de contrôle des institutions catholiques par des immigrants irlandais et allemands plus nombreux — marquera l'inévitable déclin de la prépondérance culturelle francophone dans la région ».
Le recensement fédéral de 1941 démontrera que les Métis seront cantonnés, en majorité, en bordure de la forêt boréale, y vivant surtout de chasse, de pêche et de trappe - parfois à proximité des réserves indiennes - dans des habitations de fortune.

### Le français et le catholicisme dans les Territoires du Nord-Ouest (1869-1905)

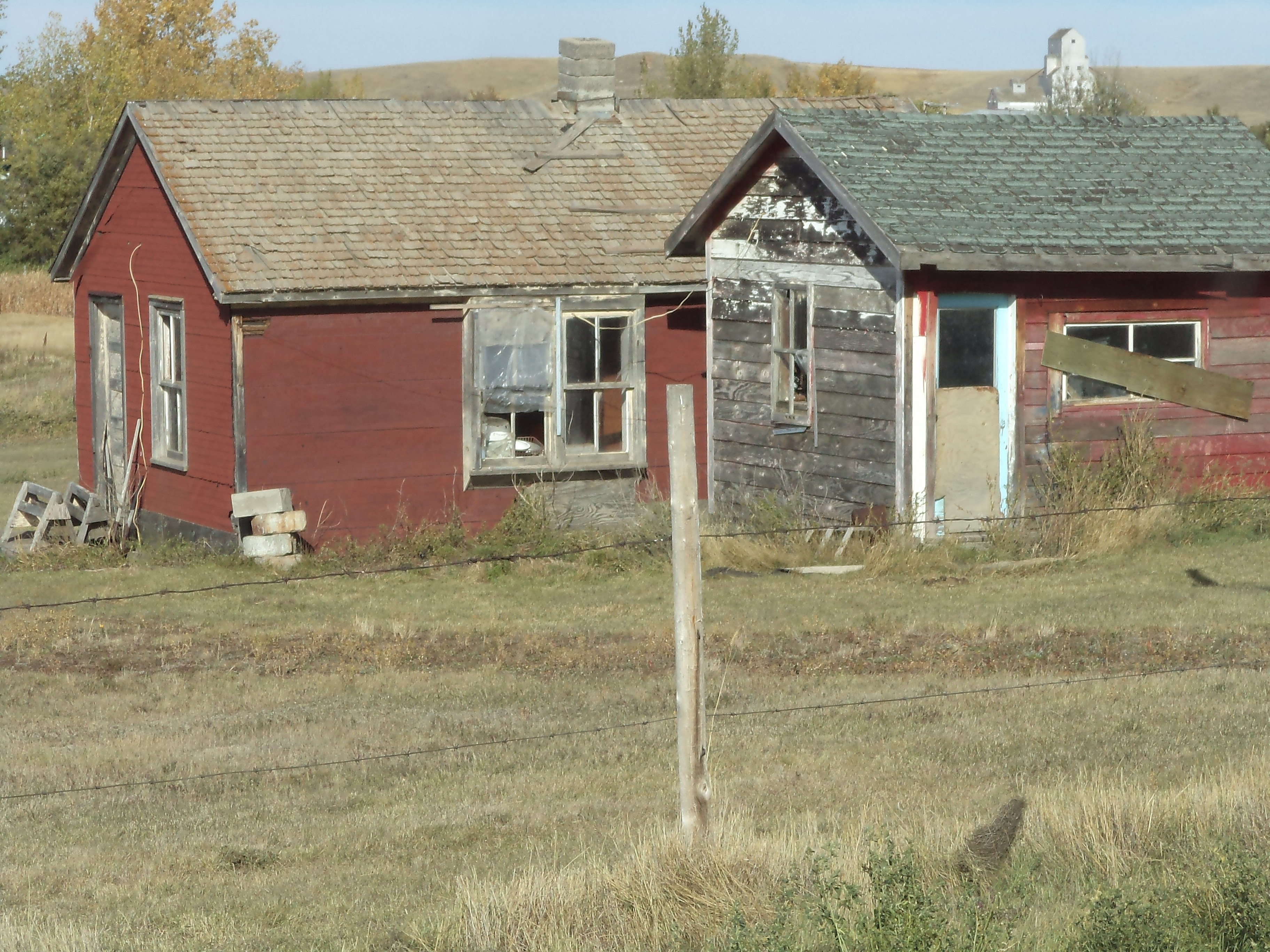
Métis Hamlet, Willow Bunch (Saskatchewan)

Créé en 1867, le gouvernement du Canada fait l'acquisition des terres de la Compagnie de la Baie d'Hudson dans les Prairies en 1869. Les villages métis à l’ouest du Manitoba, créé comme province en 1870, font partie des Territoires du Nord-Ouest (TNO).
Les TNO permettent initialement le financement d’écoles séparées (catholiques). S'inspirant de l'article 133 de la Loi constitutionnelle de 1867, l'article 110 de l'Acte des Territoires du Nord-Ouest (1877) stipule que:
« Toute personne pourra faire usage soit de la langue anglaise, soit de la langue française, dans les débats de l’Assemblée législative des territoires, ainsi que dans les procédures devant les cours de justice ; et ces deux langues seront employées pour la rédaction des procès-verbaux et journaux de l’Assemblée; et toutes les ordonnances rendues sous l’empire du présent acte seront imprimées dans ces deux langues; néanmoins, après la prochaine élection générale de l’Assemblée législative, cette Assemblée pourra, par ordonnance ou autrement, réglementer ses délibérations et la manière d’en tenir procès-verbal et de les publier; et les règlements ainsi faits seront incorporés dans une proclamation qui sera immédiatement promulguée et publiée par le lieutenant-gouverneur en conformité de la loi, et ils auront ensuite plein effet et vigueur. »
Certains Métis souhaitent préserver leur mode de vie semi-nomade, mais l’échec de la seconde Rébellion de Louis Riel à Batoche en 1885 met fin à l'espoir de constituer, après le Manitoba, une seconde province bilingue et multiculturelle dans l'Ouest. La considérable émigration anglo-protestante fait fondre la majorité francophone de 85% (1870) à 17% (1885) et entraine avec lui une hostilité non seulement aux cultures autochtones, mais aussi au catholicisme et à la langue française. En 1892, l'administration territoriale revient sur sa politique de tolérance et proclame l’anglais comme langue exclusive de la législature, des tribunaux et des écoles. L’enseignement en français y désormais restreint à une heure par jour à partir de la 3e année.

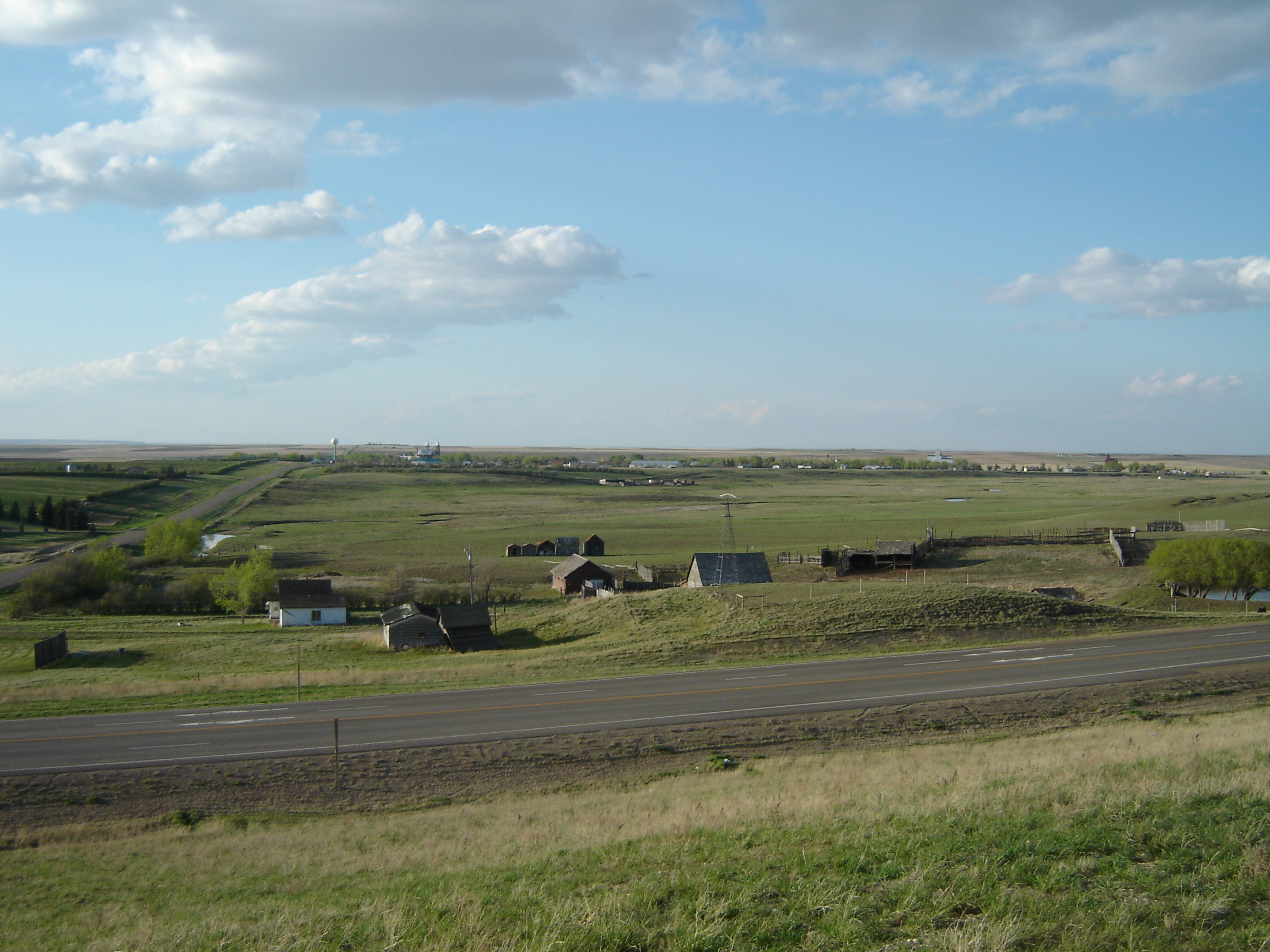
Ponteix (Saskatchewan)

Devant cette hostilité grandissante à leur endroit, les Canadiens français du Québec et de l'Ontario boudent l’appel du clergé pour qu'ils participent à la colonisation des Prairies. Certains Franco-Américains de la Nouvelle-Angleterre acceptent de prêter main-forte aux curés colonisateurs pour fonder des églises, des écoles, des commerces et des villages.
Dès 1890, l’abbé Marie-Albert Royer fait appel à des religieux de langue française en Europe pour qu’ils recrutent des agriculteurs français, jurassiens et wallons, qui comptent parmi les fondateurs de Gravelbourg (1906), de Ponteix (1908). Des professionnels francophones se trouvent aussi à Prince Albert et à Saskatoon.

### Des premières décennies difficiles pour la fransaskoisie (1905-1968)
Lorsque la Saskatchewan intègre la Confédération canadienne en tant que province en 1905, les francophones représentent 6% de la population. L’arrivée au Canada de 3 millions d’immigrants entre 1896 et 1911 intensifie l’ardeur des politiciens de langue anglaise à accélérer l’intégration des minorités sur leur territoire. En 1918, la Saskatchewan restreint l’utilisation du français à la première année du primaire, puis interdit entièrement l'enseignement en français à partir de 1931.

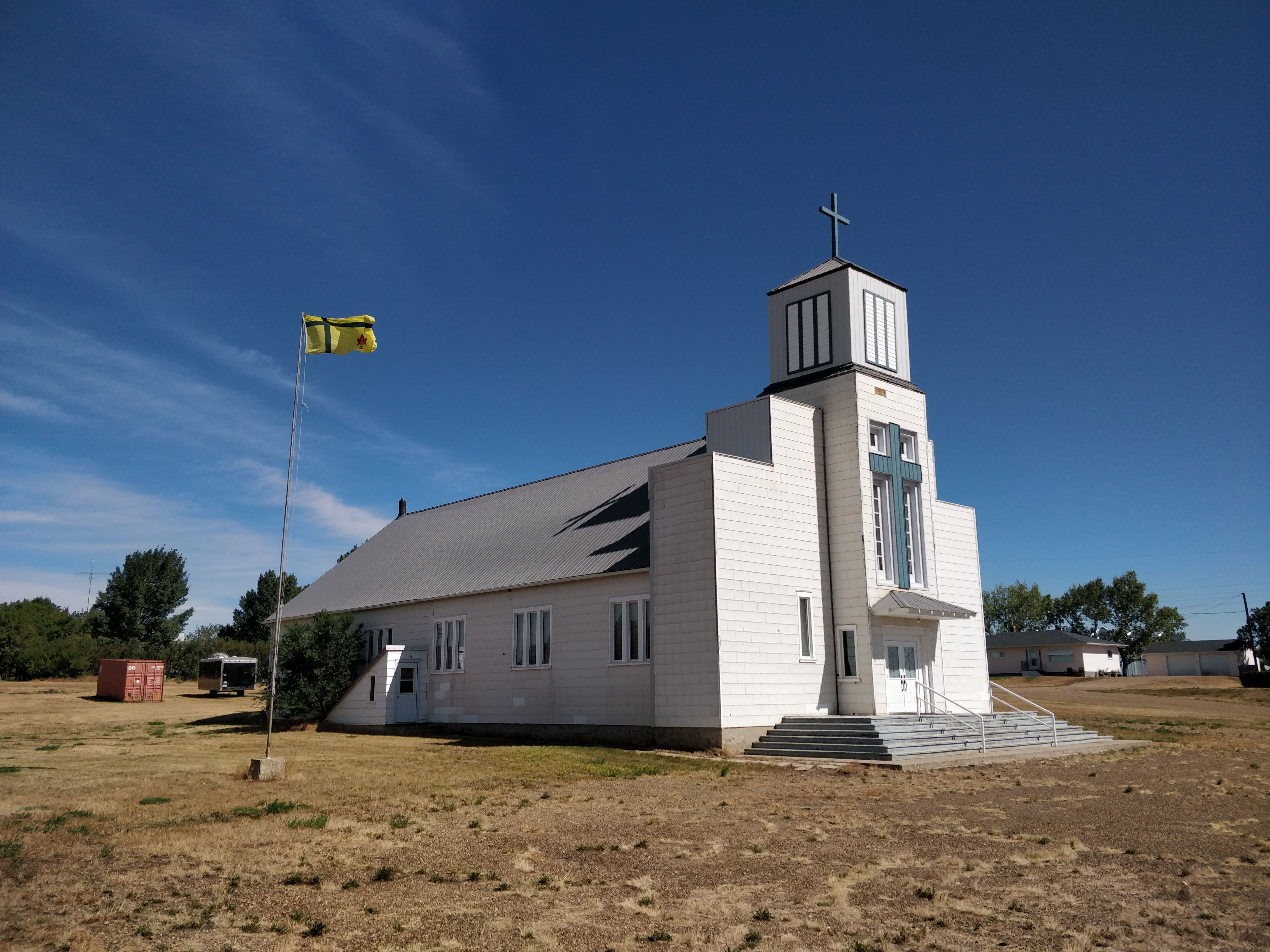
Paroisse de Ferland (Saskatchewan)

Les migrants francophones ne restent pas passifs devant ces affronts. Malgré le refus de la province de reconnaître le français, ils fondent des organismes politiques pour veiller à la défense de leurs droits et de préserver la langue française. Venu de Charente-Maritime en 1904, Raymond Denis compte parmi les fondateurs du journal Le Patriote (1910) et de l’Association catholique franco-canadienne de la Saskatchewan (ACFC, 1912). D'après Denis, « l’influence de l’école est toute-puissante » et « la langue est en même temps la plus sûre gardienne de notre foi religieuse ». Denis veille à l’établissement du Programme provincial d’enseignement du français, du Programme de visiteurs des écoles et du Concours provincial de français. Fondée en 1918, l'Association des commissaires d’école franco-canadiens agit comme un ministère de l’éducation parallèle semi-clandestin, d'après l'avocat Roger Legal. Ouvert en 1918, le Collège Mathieu permet de former une élite catholique et francophone localement.
Suivant la fusion des districts scolaires ruraux dans les années 1940 et 1950, la fermeture de certains collèges catholiques, les Franco-Canadiens de la Saskatchewan perdent des leviers pour exercer une certaine autonomie politique sur leur avenir.
On parvient cependant à faire certaines victoires institutionnelles. À partir de 1952, on peut entendre le français sur les ondes lorsque deux stations de radio de langue française sont fondées: CFRG à Gravelbourg et CFNS à Saskatoon.
En 1964, l'ACFC remplace « catholique » par « culturelle » dans son titre.

### Crise identitaire fransaskoise, politiques de reconnaissance et autonomie politique (1968-1999)
La québécisation du projet national canadien-français dans les décennies 1960 et 1970, rajouté à la laïcisation et à l'urbanisation de la société civile francophone, nourrissent une crise identitaire chez les Fransaskois. Ces courants se rajoutent à une augmentation de mariages avec des anglophones, ce qui contribue à faire grimper le taux d'anglicisation à 50%. Si la survie des minorités dépend, selon le sociologue Raymond Breton, de leur capacité à mettre sur pied des organismes, des services et des activités dans une variété de secteurs afin d'interpeller les minorités à se joindre à leur communauté, les leaders fransaskois ont opté pour un programme d'action, notamment en créant le Comité d'étude du renouveau français à l'ACFC en 1968 pour contrer, ce qu'une association de Regina appelle « la faiblesse et la fragilité des infrastructures » fransaskoises.
Les collectivités francophones hors Québec sont également encouragées par les efforts du gouvernement fédéral de renouveler le vivre-ensemble, objectif de la Commission royale d'enquête sur le bilinguisme et le biculturalisme, qui effectue ses travaux de 1963 à 1970, et qui encourage les provinces à majorité anglophone à élargir la reconnaissance de la langue française, notamment dans le domaine de l'éducation; c'est d'ailleurs le thème de son Livre II (1968). Il n'est pas anodin, alors, que ce soit la même année que la Saskatchewan modifie sa Loi scolaire afin de permettre qu'une partie de l'instruction publique soit offerte en français dans les écoles où les parents le demanderont.
Conscients du nouveau contexte dans lequel ils s'inscrivent, les leaders fransaskois soulignent le besoin de la collectivité d'exercer un contrôle direct sur les institutions porteuses d'un meilleur avenir pour la francophonie. Les institutions de la majorité représentent des obstacles à la réalisation d'objectifs communs, ce qui nécessite qu'on prenne en main son développement. De manière concrète, on cherche une plus grande autonomie politique et des politiques de reconnaissance de la part de la société dominante. Dans le domaine de l'éducation, l'autonomie veut dire se libérer du contrôle administratif qu'exerce l'État sur les programmes, l'infrastructure, le transport et le financement de l'éducation, mais aussi de se libérer des écoles bilingues où la domination est vécue au quotidien.
En 1970, le gouvernement fédéral introduit le Programme des langues officielles en éducation (PLOÉ, 1970), qui dédommage les provinces à hauteur de 10% des coûts de l’enseignement offert en français. En 1971, la Saskatchewan autorise que la formation primaire et secondaire soit offerte en français dans les écoles de la province, mais il faut attendre 1978 pour qu'un programme d'enseignement de français désigné soit adopté et 1980 pour qu'un Bureau de la minorité de langue française soit créé au sein du ministère provincial de l'Éducation.
Adoptée en 1982, la Charte canadienne des droits et libertés comprend l'article 23, qui garantit, aux parents scolarisé en français au Canada, le droit de faire former en français leurs enfants dans les écoles publiques là où le nombre d'enfants éligibles justifie l'existence d'une classe ou d'une école de langue française
Inspirés par l'avènement de l'article 23, des parents fransaskois fondent l'Association des parents fransaskois (APF), qui en 1984, soumet au ministère de l'Éducation un plan pour la gestion scolaire francophone. La représentation officielle et non officielle des membres d'une communauté linguistique dans divers contextes institutionnels favorise l'avancement de dossiers politiques. Certes, la province est d'avis que le nombre peu élevé d'élèves francophones ne justifie pas le coût d'entretenir un système scolaire parallèle, mais le refus est suffisant pour que l'APF entreprenne une lutte juridique sous prétexte que son nouveau droit de gestion des écoles de langue française - en vertu de l'article 23 - est brimé.
L'article 23 est suffisamment vague pour que les tribunaux soient appelés à se pencher sur sa portée. L'arrêt Mahé (1990) et le Renvoi sur les écoles publiques (Man.) (1993) stipulent que la formulation « établissement de la communauté » dans l'article 23 comprend un droit de gestion et de contrôle sur les écoles de la minorité de langue officielle et que cela, dans le cas des écoles franco-manitobaines, serait suffisant pour justifier la création d'une commission scolaire de langue française pour la province. Les décisions s'appliquant à l'ensemble des provinces canadiennes, la Saskatchewan se voit obligée de créer des mécanismes de gestion et de contrôle pour les parents fransaskois. En 1995, la province détache des huit divisions scolaires existantes les écoles françaises, mais les parents fransaskois demandent d'être regroupés en une seule commission provinciale, ce qui arrive avec l'avènement de la Division scolaire fransaskoise en 1999.
À la fin du XXe siècle, les Fransaskois habitent principalement les centres urbains - Regina, Saskatoon, Prince Albert et Moose Jaw. Éparpillés sur un vaste territoire à forte majorité anglophone, les Fransaskois partagent un désir de « faire communauté », d'après la politologue Janique Dubois, selon qui il existe « une volonté persistante de renverser le rapport de domination entre la communauté fransaskoise et l’État ». La minorisation de la population francophone et l'affaiblissement des coopératives et paroisses fransaskoises contribuent à fragiliser les réseaux francophones et à raréfier l'utilisation de la langue française. Le renouvellement d'un projet de société autre, qui tire ses origines dans le réseau institutionnel de l'Église catholique canadienne-française et se distingue de celui proposé par la civilisation anglo-américaine, n'a pourtant rien d'évident.
En plus d'une complétude institutionnelle, principalement ancrée dans les revendications scolaires, les leaders fransaskois cherchent à défendre leur « développement global », ce qui entend leur participation aux processus décisionnels qui les touchent, notamment dans ses rapports avec l'État fédéral. Afin que le financement fédéral serve les objectifs de la collectivité fransaskoise avant ceux de l'État, on signe la première Entente-Canada-communauté en 1988 pour financer des organismes qui pourront développer des services égaux, dans divers secteurs, pour les francophones. D'autres ententes similaires seront signées dans les autres provinces afin de consolider la place des francophones hors Québec dans le paysage constitutionnel canadien, mais elles créent aussi une dépendance administrative et financière des organismes fransaksois vis-à-vis de l'État fédéral (et de ses priorités).
Le rôle grandissant de l'État dans le développement et la gouvernance de la collectivité suscite des inquiétudes à l'Association culturelle franco-canadienne de la Saskatchewan, qui vit une crise de légitimité où il semble exister une contradiction entre son caractère d'"agglomération d'organismes à but non lucratif" et son identité comme « communauté politique, sociale et culturelle ». Afin de mieux prendre en matin sa destinée et de réduire la bureaucratisation de ses structures, l'ACFC choisit, en 1999, d'adopter une nouvelle structure de gouvernance, ainsi qu'un nouveau nom, l'Assemblée communautaire fransaskoise (Assemblée, ACF).
L'ACF possède le mandat d'"atteindre zéro degré d'assimilation et d'obtenir la pleine application de nos droits constitutionnels". L'Assemblée se veut redevable aux Fransaskois plutôt qu'à l'État, voulant agir comme un « gouvernement fransaksois », accordant à ses « citoyens » le droit de vote et de se présenter aux élections de 16 « députés » pour des mandats de trois ans. Elle tient des assemblées régulières dans différentes communautés pour participer à l'élaboration de politiques et de stratégies pour réaliser le développement de la collectivité, en collaboration avec les organismes fransaskois œuvrant dans divers secteurs et diverses régions. La mise sur pied dune telle institution démocratique vise à mieux répondre aux aspirations des Fransaskois et de favoriser leur autonomie politique.

## Langue

### Le français des pionniers
De 1998 à 2000, le sociolinguiste Pierre-Yves Mocquais a interviewé 66 locuteurs âgés (nés principalement entre 1900 et 1940, pendant les années de colonisation de la Prairie) dans 17 localités de la Saskatchewan sur leurs mœurs, leurs pratiques traditionnelles et la langue. La plupart des participants sont nés en Saskatchewan, ou bien sont arrivés très jeunes, mais leurs parents sont nés ailleurs - en France, en Belgique, au Canada ou aux États-Unis, un reflet des vagues migratoires qui illustrent les trois souches du français (le mitchif des XVIIIe et XIXe siècles, le français laurentien des XIXe et XXe siècles, ainsi que le français européen des XIXe et XXe siècles).
En 1974, le sociolinguiste Michael Jackson avait remarqué qu'à Willow Bunch, village de souche québécoise, on parlait un français différent de celui à Bellegrade, village de souche belge, où l'on notait, entre autres, la présence du /R/ uvulaire, l'absence de nasales diphtonguées, l'absence relative de l'affrication, ainsi que l'absence de distinction entre des mots comme « pattes » et « pâtes ». À Bellegrade, un renard s'appelait encore un « goupil », tandis qu'à Saint-Claude, fondée par des locuteurs d'origine jurassienne, on maintenait certains idiomatismes du Jura — dont « se placer auprès de » pour dire « acheter ».
Parmi les locuteurs dont les parents sont originaires d'Europe, on a beaucoup plus tendance à dire « Je vais » que « Je vas » et la formule « M'as » est pratiquement absente. Parmi les locuteurs dont les parents sont originaires de la Vallée du Saint-Laurent, « Je vas» et « m'as » sont très répandus et l'utilisation de « Je vais » se limite seulement à quelques locuteurs. Selon la sociolinguiste France Martineau, « le mode de vie surtout rural des premiers colons ainsi que l'homogénéité linguistique plus forte de certaines communautés ont pu aussi entraver le transfert linguistique d'une variété de français à l'autre ».
La mémoire de l'expérience migratoire est encore bien présente chez les enfants des premiers pionniers. La plupart des témoins ont été des cols bleus pendant leur vie active, puis ont vécu la régression démolinguistique du français dans la province - le français comme langue maternelle est passé de 4,4% (1931) à 1,8% (2006).
En ce qui concerne le fransaskois du XXIe siècle, les sociolinguistes Robert Papen et Davy Bigot constatent surtout une filiation avec le français québécois, malgré des petites divergences - dont l'emploi plus fréquent du [r] apical plutôt que le [R] postérieur, une absence systématique d’assibilation des occlusives dentales (dont dans « petit îlot ») et la survivance du « h aspiré » (dont dans les mots « honte » et « dehors »).
À Prince Albert, 3% des 42 673 habitants est de langue maternelle française en 2011, mais seulement le quart du contingent parle le français à la maison. Parmi les 24 locuteurs interviewés par Papen et Bigot, on retrouve des gens d'âges variés avec un niveau d'aisance variable en français. Ils constatent que l'assibilation (le fait de prononcer « tige » comme « tsige ») ne varie pas de façon significative en fonction de la voyelle ou de la glissante correspondante qui suit la consonne, mais les « franco-dominants » assibilent davantage (82%) que les locuteurs « bilingues équilibrés » (54%). En ce qui concerne l'appel au -oi, -ois et -oir, les variantes utilisées par les locuteurs de Prince Albert diffèrent peu avec ce qu'on peut constater ailleurs au Québec ou dans l'Ouest canadien. Les chercheurs notent aussi qu'il existe des variations « personnelles », qui s'expliquent par les origines des parents, l'exposition aux médias, les réseaux socioprofessionnels et l'expérience de formation.

### Concentrations démographiques francophones

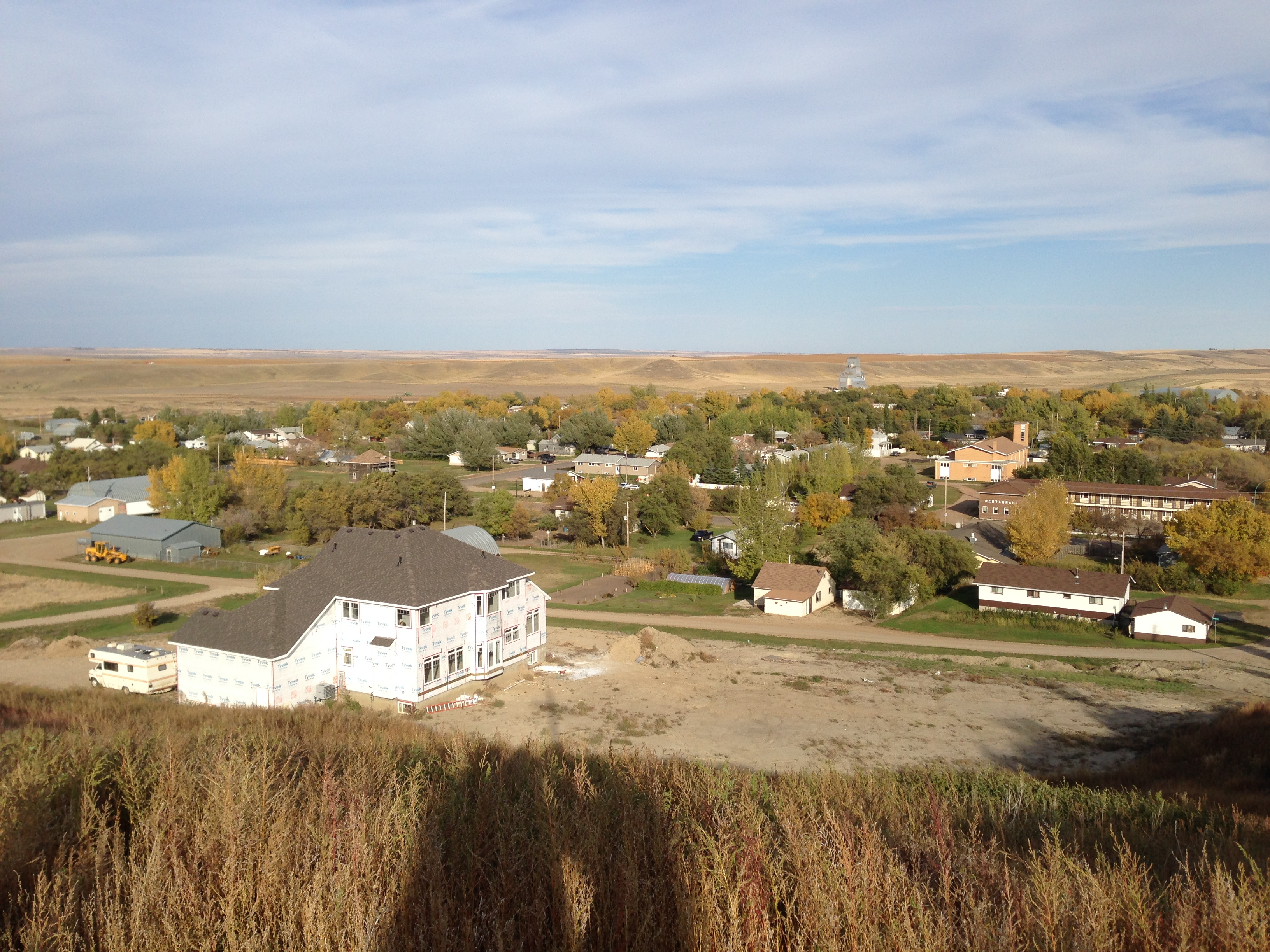
Willow Bunch/Talle-de-Saules (Saskatchewan)

Dans la plupart des cantons de la Sasktachewan, les francophones sont pratiquement absents.
Une seule localité demeure à majorité francophone - Zénon Park à 58%, tandis que d'autres villages comportent une forte proportion francophone (Saint-Louis no. 431 - 45%, Deben - 39% Willow Bunch - 36% et Ponteix - 36%). Ailleurs, elle oscille entre 0 et 19%.
Trois Fransaskois sur quatre habitent les villes de Regina, Saskatoon, Prince Albert et North Battleford.
En 2016, les francophones sont proportionnellement nombreux - de 5 à 25% - dans les cantons entourant Gravelbourg, trois cantons dans l'extrême sud-est de la province et les cantons situés entre Saskatoon et Prince Albert. Dans cette dernière région, le canton de St. Louis compte une proportion de francophones d'environ 30%.

### La langue française en Saskatchewan (2001-2016)
En 2001, 55% des Fransaskois ont plus de 50 ans, tandis que l'âge médian en Saskatchewan est de 38 ans.
Le nombre de personnes ayant le français comme langue maternelle est passé d'environ 47 000 (1951) à 16 300 (2011), puis moins du tiers (5 150) s'en sert à la maison.
Les Fransaskois diminuent en proportion de la population provinciale (2% en 2006, 1,5% en 2016) et subissent un taux élevé d’assimilation (74%).
En 2016, 14 440 ont le français comme langue maternelle et toujours comprise. De ce contingent, 56% est né en Saskatchewan, 29% provient d’une autre province canadienne et 16% vient de l’étranger - soit 57% d'Afrique, 22% d'Europe, 18% d'Asie et 6% des Amériques.
Si la population totale de la Saskatchewan a cru de 13%, passant de 963 150 (2001) à 1 083 235 (2016), la population de langue maternelle française a diminué de 9%; celle des francophones de « première langue officielle parlée » a, quant à elle, diminué de 13%.
Or, le nombre de gens parlant surtout le français à la maison a augmenté de 12% (+620) et le nombre de gens parlant le français à la maison au moins régulièrement a augmenté de 18% (+2 380). Cela suggère que le nombre de décès de Fransaskois de souche est supérieur aux naissances, puis qu'ils sont remplacés par des francophones d'autres provinces et d'autres pays, plus portés à parler le français à la maison.
| Poids des francophones v-à-v la population totale     | 2001   | %   | 2006   | %   | 2011   | %   | 2016   | %   |
|                                                       |        |     |        |     |        |     |        |     |
| Français langue maternelle                            | 19 525 | 2   | 17 575 | 1,8 | 18 935 | 1,9 | 17 730 | 1,6 |
| Français première langue officielle parlée            | 16 550 | 1,7 | 14 855 | 1,6 | 14 295 | 1   | 14 440 | 1   |
| Connaissance du français (langue première et seconde) | 49 360 | 5,1 | 47 930 | 5   | 47 000 | 4,6 | 51 890 | 4,8 |
| Français langue le plus souvent parlée à la maison    | 5 220  | 0,5 | 4 790  | 0,5 | 5 540  | 0,5 | 5 840  | 0,5 |

## Causes constitutionnelles fransaskoises

### La cause Mercure (1988)
En 1980, André Mercure, un prêtre fransaskois, est accusé de vitesse en vertu de la Vehicles Act (Loi sur les véhicules) provinciale. Cité à comparaître, l'accusé demande à son avocat un plaidoyer et un procès en français. 

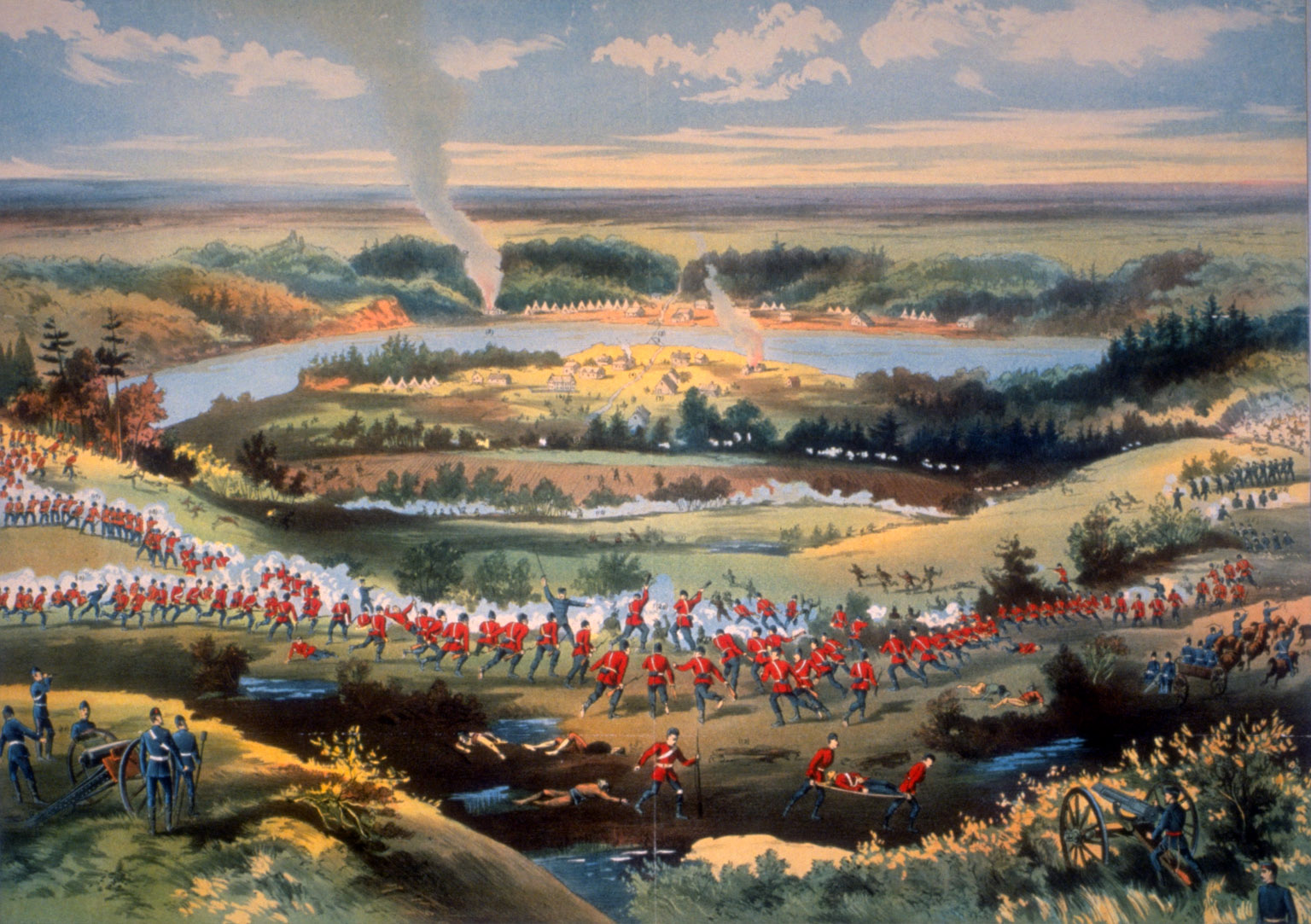
La bataille de Batoche (1885)

Pour justifier sa requête, le père Mercure invoque l'article 110 de l'Acte des Territoires du Nord-Ouest (ATNO), qui couvrait l'essentiel de l'Ouest et du Nord canadiens et dont la première version (1877) reconnaissait le français comme langue égale à l'assemblée et dans les tribunaux. Au moment où ces territoires ont été retaillés pour former les provinces de la Saskatchewan et de l'Alberta, l'ATNO a été incorporé aux lois fondatrices des nouvelles provinces (voir l'article 16 de la Loi sur la Saskatchewan). Cela voulait-il dire que ces provinces n'avaient pas le droit de modifier ou d'abroger les garanties incluses dans l'article 110 ?
En première instance, la Cour provinciale de la Saskatchewan considère que Mercure a le droit d'utiliser le français devant les tribunaux provinciaux et que l'appel des services d'un interprète devrait suffire pour respecter les droits du plaignant. Pour exprimer son désaccord, il garde le silence pendant son procès, puis se voit déclaré coupable. Il fait appel de la décision, mais la Cour d'appel provinciale refuse de l'entendre.
Mercure demande ainsi l'autorisation de se présenter devant la Cour suprême. Le plus haut tribunal du pays reconnait un droit à Mercure, mais l'homme décède avant le début du procès; ce sera donc à la Fédération des francophones hors Québec (FFHQ), l’Association canadienne-française de l’Alberta (ACFA) et l’Association culturelle franco-canadienne de la Saskatchewan (ACFCS) à agir comme parties du pourvoi.
Le juge La Forest, qui rédige la décision pour la majorité, détermine que l’article 110 a continué d’être en vigueur après 1905, mais qu’il n’a pas été enchâssé dans la Loi constitutionnelle. Le procès de Mercure est déclaré nul puisqu'il n'avait pas pu livrer son témoignage et être jugé dans la langue officielle de son choix. D'après la juriste Denise Réaume, la décision est importante, puisqu'elle précise que le droit de s'exprimer dans la langue officielle de son choix au tribunal comporte aussi le droit d'être compris dans cette langue. Le juge La Forest reconnaît l'existence d'un « compromis linguistique de 1867 », mais tente du même souffle de souligner les « forces historiques qui ont engendré l'art. 110 » et que la reconnaissance de deux langues ne mérite plus, dans l'esprit des lois linguistiques fédérales adoptées depuis 20 ans, une interprétation étroite. Au lieu, elle constitue une « disposition fondamentale [...] dans un domaine aussi historiquement délicat ».
Dans l'immédiat, le juge La Forest suggère à l'Assemblée législative de modifier sa constitution afin de formaliser son unilinguisme anglais, mais précise - ironiquement - qu'elle devra le faire dans les deux langues officielles pour « respecter le mode et la forme requis » par sa propre loi.
C'est ce que fait le gouvernement saskatchewannais en 1988, suivi par le gouvernement albertain quelques mois plus tard.
Si la Loi linguistique de la Saskatchewan souligne que l'anglais est la langue de fonctionnement du gouvernement provincial, elle permet aux Fransaskois d’avoir accès à un procès en français et oblige la province à publier ses lois dans les deux langues officielles.
En 2003, la Saskatchewan adopte une première politique de services en français.

### La cause Caron-Boutet (2015)
Le 3 décembre 2003, le camionneur Gilles Caron traverse un carrefour d'Edmonton (Alberta) de manière non sécuritaire. Il conteste une contravention routière parce qu'elle a été émise qu'en anglais et qu'une traduction en français lui a été refusée. Pierre Boutet se joint à la cause comme plaignant de la Saskatchewan.
Les deux hommes allèguent que la reconnaissance des « droits acquis » des Métis par la reine Victoria en 1867 s'étendait aux droits linguistiques. La question fait l'objet de multiples décisions, pour monter jusqu'à la Cour suprême du Canada, qui doit trancher si les francophones possèdent un droit historique antérieur à la création de la province.
Le 20 novembre 2015, six juges sur neuf du plus haut tribunal du pays rejettent l'appel de Caron et de Boutet en tranchant qu'aucun élément historique n'empêche l'Alberta et la Saskatchewan de se déclarer unilingues. Ils rappellent que seul le Manitoba a expressément inscrit des garanties linguistiques au moment de sa formation en tant que province. La majorité avance même que l'interprétation historique présentée comme un « amalgame complexe fait d'instruments, de phrases vagues, de déclarations politiques et de contexte historique ».
Trois juges, dont deux Québécois, sont plutôt d'avis que les provinces auraient dû être déclarées bilingues sur le plan législatif. Une telle interprétation du passé bilingue des Territoires du Nord-Ouest se serait inscrite dans « l'approche large et généreuse [...] adoptée par la Cour à maintes reprises » en matière de bilinguisme".
« On a perdu, mes amis. [...] On'a rien gagné », c'est ainsi que Gilles Caron résume la décision. La présidente de l'Assemblée communautaire fransaskoise, Françoise Sigur-Cloutier, exprime « un grand sentiment de vide et de déception ». L'ACF s'engage alors à continuer de travailler sur le développement de l'éducation et de la prestation des services provinciaux en français. L'avocat Roger Lepage dit espérer que le gouvernement fédéral interviendra pour financer le développement du bilinguisme au sein de ces deux provinces.

## Immigration francophone contemporaine
Au début du XXIe siècle, la Saskatchewan reçoit 5% des immigrants du Canada. Selon la politologue Mireille Pâquet, la Saskatchewan a un mode de gestion de l'immigration où l’on cherche à mieux répondre aux besoins du marché du travail sans toutefois y accorder une grande importance identitaire ou politique.
En septembre 2009, une douzaine d’organismes fransaskois demandent à la province d’accueillir 600 immigrants francophones par année pendant 20 ans afin de renverser l’assimilation et maintenir la proportion de la population fransaskoise. La cible est ambitieuse, car la Saskatchewan en accueille environ 200 par année, le taux de rétention des immigrants francophones ne s'élève qu'à 50%, puis plusieurs mécanismes lui manquent, dont l'existence d'un guichet aux aéroports internationaux, comme c’est le cas à Toronto ou à Vancouver par exemple.
On parvient à augmenter le contenu en français dans le site d’Immigration Saskatchewan, mais les services d’accueil ne sont pas encore tous offerts en français.
En 2011, Citoyenneté et Immigration Canada signe un Protocole d’entente avec la Saskatchewan pour l'encourager à recruter des travailleurs qualifiés francophones.
Le 22 mars 2013, Saskatoon accueille le colloque « Immigration francophone en milieu minoritaire : de l’inclusion à l’enracinement » pour « développer encore plus le dialogue entre les nouveaux arrivants, les intervenants du milieu, les experts et la communauté » selon l’organisatrice Françoise Sigur-Cloutier du Réseau en immigration francophone (RIF-SK) de la Saskatchewan et l’Assemblée de la communauté fransaskoise (ACF).
À l’occasion du sommet de la francophonie, tenu à Dakar du 24 au 30 novembre 2014, CIC profite de l’occasion pour envoyer un coordonnateur du RIF Saskatchewan pour animer un kiosque, parler de dualité linguistique et promouvoir l’immigration francophone à l’extérieur du Québec auprès de 882 personnes intéressées à étudier ou à immigrer au Canada.
En novembre 2015, le RIF-SK embauche un directeur de l’emploi et de l’immigration pour appuyer le travail chez les immigrants francophones. Une vague de réfugiés syriens s’en vient, et l’ACF se prépare pour en accueillir.
En mars 2019, le ministère de l'Immigration, des Réfugiés et de la Citoyenneté du Canada publie sa stratégie pour « atteindre nos objectifs d’attirer et de retenir davantage de nouveaux arrivants d’expression française » et confirmer l’engagement du Canada envers la dualité linguistique et sa participation à la Francophonie. La stratégie établit une cible de 4,4% en immigration francophone pour 2023 et espère améliorer les efforts d’accueil, d’intégration et de rétention des communautés francophones. On propose de surveiller l’attribution de points additionnels pour la maitrise du français dans le système Entrée express, de faire la promotion du volet Mobilité francophone auprès des employeurs et des travailleurs temporaires, d’élargir le contenu Web pour rejoindre des candidats potentiels à l’extérieur des aires de rayonnement des bureaux d’IRCC à l’étranger, de renforcer la coordination des partenaires gouvernementaux, d’augmenter la participation des communautés à l’élaboration de politiques et de programmes, d’appuyer l’arrivée au Canada à l’étranger et à l’aéroport Pearson, d’élargir l’accès de formation linguistique en français et en anglais, d’explorer « des méthodes novatrices pour la prestation de services francophones en milieu rural », d’instaurer l’Initiative des communautés francophones accueillantes dans un plus grand nombre de localités pour s’adapter aux besoins particuliers des femmes, des jeunes, des minorités visibles et des minorités sexuelles, d’augmenter la formation professionnelle du personnel des RIF, puis de favoriser la réinstallation de réfugiés dans les collectivités francophones.
La Stratégie est également assortie d’une subvention additionnelle de 12,6 M $ pour que 14 communautés à travers le Canada (Whitehorse, Prince George, Calgary, Iqualuit, Moose Jaw et Gravelbourg, Rivière-Seine (Manitoba), Sudbury, Hamilton, Hawkesbury Haut-Saint-Jean (Nouveau-Brunswick)) participent à l’Initiative des communautés francophones accueillantes. Cette somme devra financer l’élaboration de programmes adaptés à chacune des localités selon François Hénault, directeur adjoint du Centre des politiques en immigration francophone à Ottawa.

## Institutions, culture et symboles fransaskois

### Institutions éducatives
Le pavillon de l'Institut linguistique est inauguré à l'Université de Regina en 1989.
En 2015-2016, le Conseil des écoles fransaskoises compte 1 603 élèves inscrits dans 14 écoles ; dix d'entre elles offrent le programme de la prématernelle à la 12e année.

### Le drapeau fransaskois

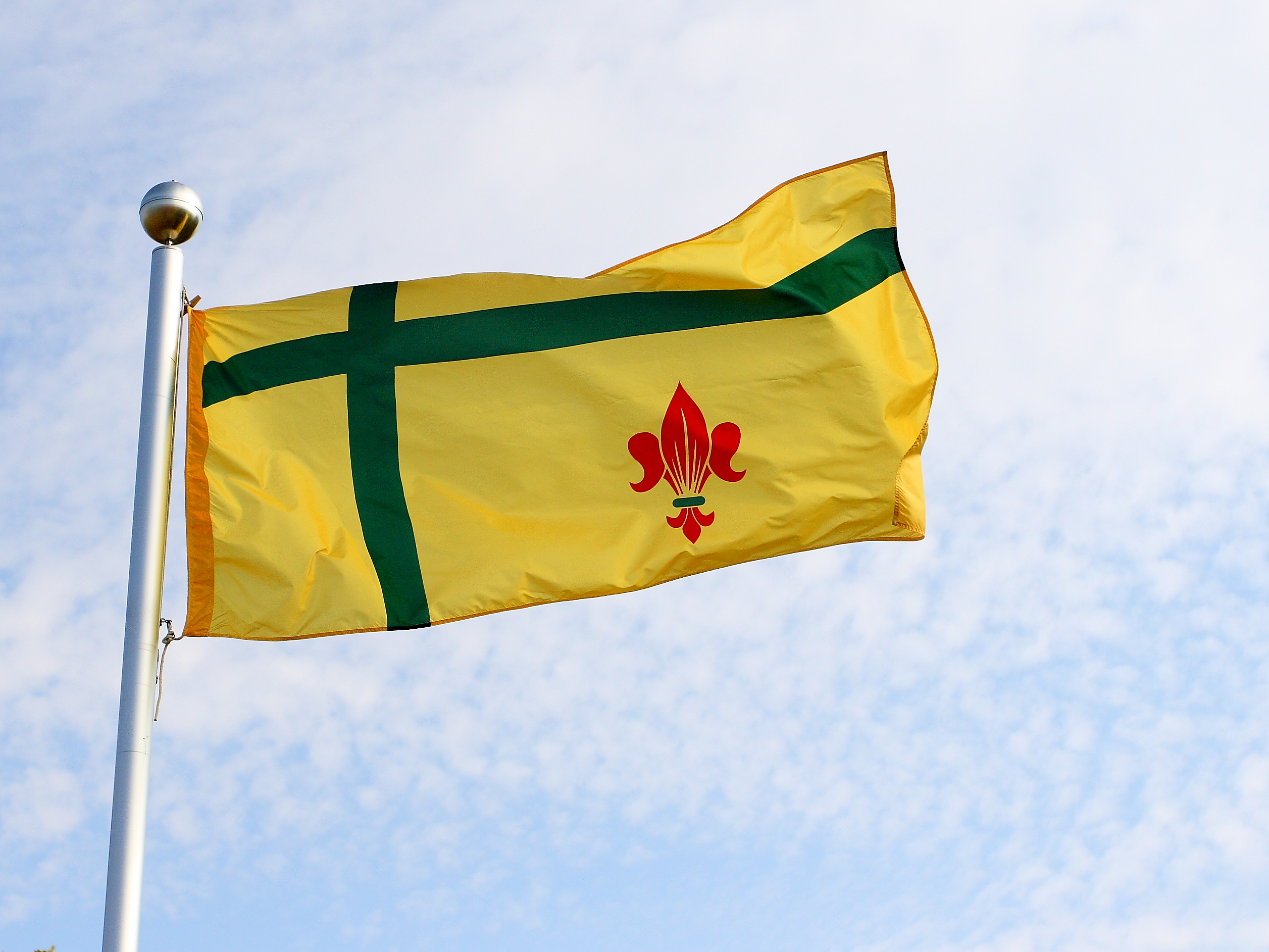
Drapeau fransaskois flottant au vent.

Ce drapeau est un symbole officiel de la province de la Saskatchewan.
Le drapeau fransaskois est choisi à la fin des années 1970 à la suite d'un concours provincial initié par l'Association jeunesse fransaskoise.
Le drapeau arbore trois couleurs. Un fond jaune symbolise les champs de blé de la Saskatchewan, l'agriculture étant un moteur économique de la province. La plupart des francophones venus en Saskatchewan se sont installés dans des fermes lors de leur arrivée.
La croix verte représente la forêt boréale située au nord de la province. Le symbole de la croix rappelle le rôle prépondérant de l'Église catholique et des missionnaires-colonisateurs dans les efforts de peuplement francophone.
Le rouge de la fleur de lys rend hommage au courage des Fransaskoises et des Fransaskois qui luttent pour leur langue, leur culture, et leurs droits. Cette fleur de lys représente la francophonie et le fait français. Elle reprend la forme graphique que Louis Riel avait utilisée sur le drapeau de son gouvernement provisoire, lors des résistances métisses de l'Ouest canadien.

### Institutions culturelles
Le journal hebdomadaire L'Eau vive remplace La Liberté et le Patriote en 1971.
La Première Chaîne de Radio-Canada prend le contrôle des stations de radio CFRG et CFNS en 1973.
Le Conseil culturel fransaskois est fondé en 1974 et dirige plusieurs centres culturels inaugurés au cours de la même décennie.
La Télévision de Radio-Canada ouvre une station en 1976. L'événement jeunesse On s'garoche à Batoche a lieu en 1978 dans cette ville ainsi qu'à Saint-Laurent-de-Grondin, marquant la première célébration de la Fête fransaskoise.
La Télévision de Radio-Canada produit certaines émissions locales à partir de 1982.
La culture fransaskoise est régulièrement mise en avant par ses artistes et ses personnalités publiques.
La Fransaskoise la plus célèbre est possiblement Jeanne Sauvé, née à Prud'homme. Elle a été députée libérale, ministre, présidente de la Chambre des communes du Canada et enfin gouverneure générale du Canada.
Le géant Édouard Beaupré est un personnage historique natif de Willow Bunch ayant évolué dans le cirque Barnum & Bailey. Il est connu grâce à la chanson du groupe populaire québécois Beau Dommage et sa chanson Le Squelette du Géant Beaupré.
Dans le domaine de la musique, les Fransaskois les plus célèbres sont sans doute les groupes Hart-Rouge et Carmen Campagne, qui viennent tous les deux de Willow Bunch. Parmi ses créateurs, la communauté fransaskoise affiche le sculpteur de renommée internationale Jos Fafard, le peintre Wilf Perreault, l'écrivain Jean Féron (Zénon Park), le dramaturge Laurier Gareau (Bellevue) ainsi que les groupes musicaux la Raquette à claquettes avec Michel Lalonde et les Cireux de semelles.
S'ajoutent à la liste d'artistes de la scène de la Saskatchewan: Annette Campagne, Anique Granger, Jeff Staflund, Alexis Normand, Christianne Blondeau, Véronique Poulin, Jacques Poulin-Denis, Gilles Poulin-Denis, Michel Marchildon et Étienne Fletcher.

### Personnalités fransaskoises
- Édouard Beaupré, géant
- Jean-Henri Begrand, ancien député néo-démocrate
- Bernard Joseph Leger Boutin, ancien député progressiste-conservateur
- Raymond Breton, sociologue, professeur émérite, Université de Toronto
- Carmen Campagne, musicienne
- Albert Champagne, ancien député libéral
- Blake Comeau, joueur de hockey sur glace.
- Paul-André Crépeau, avocat
- Brent Everett, acteur pornographique et mannequin
- Jos Fafard, artiste sculpteur
- Jean Féron, écrivain
- Theoren Fleury, joueur de hockey sur glace retraité
- Amédée Emmanuel Forget, Premier Lieutenant-gouverneur de la Saskatchewan
- Michel Marchildon, chanteur et poète
- Roger Motut, enseignant et écrivain
- Wilf Perreault, artiste peintre
- Armand Roy, ancien député néo-démocrate
- Jeanne Sauvé, ancienne députée libérale, ministre, présidente de la chambre des communes du Canada et enfin gouverneure générale du Canada.
- Louise Simard, ancienne députée néo-démocrate, ministre
- Allyre Sirois, juge et espion
- Arthur Joseph Thibault, ancien député néo-démocrate
- William Ferdinand Alphonse Turgeon, Procureur général de la Saskatchewan
- Bryan Trottier, joueur de hockey sur glace retraité.

Deux groupes musicaux :
- Raquette à claquettes
- Hart-Rouge